# Symplocostoma tenuicolle
Symplocostoma tenuicolle är en rundmaskart som först beskrevs av Ebert 1863. Enligt Catalogue of Life ingår Symplocostoma tenuicolle i släktet Symplocostoma och familjen Symplocostomatidae, men enligt Dyntaxa är tillhörigheten istället släktet Symplocostoma och familjen Enchelidiidae. Arten är reproducerande i Sverige. Inga underarter finns listade i Catalogue of Life.